# Fabricio Lenci
Fabricio Germán Lenci (San Nicolás de los Arroyos, 24 febbraio 1984) è un ex calciatore argentino, di ruolo attaccante.

## Caratteristiche tecniche
È un centravanti.

## Carriera
Ha iniziato la sua carriera in Italia, giocandovi fra il 2004 ed il 2007 con le maglie di Ancona, Matera e Campobasso prima di fare ritorno in patria. Ha disputato oltre 150 presenze in Primera B Nacional, la seconda serie del calcio argentino.

## Palmarès

### Individuale
- Capocannoniere della Copa Inca: 1

2011 (6 reti)